# Тогдер

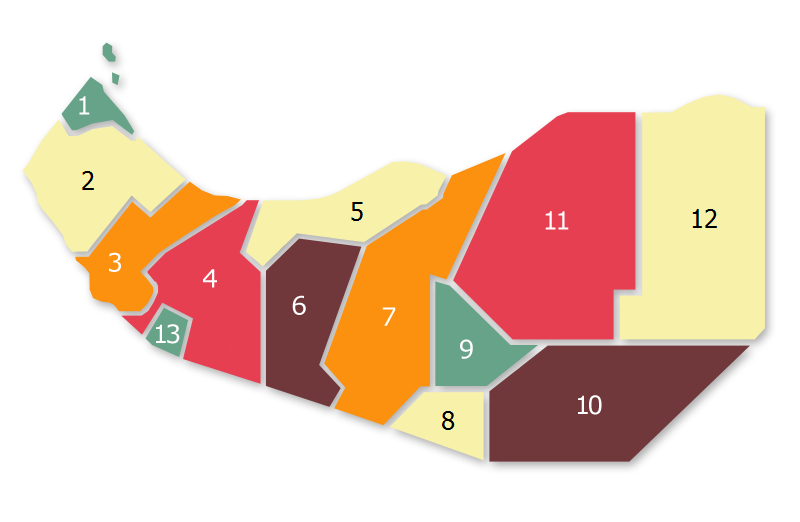
Местоположение региона Тогдер на карте Сомалиленда (под цифрой 7)

Тогдер (сомал. и англ. Togdheer, араб. تُوْجْدَيْر‎) — региона Сомалиленда, непризнанного государства на северо-западе Сомали.

## Описание
Площадь одноимённого региона Сомали по данным 2007 года составляла 38 663 км², население 941 832 чел. Данные для современного Тагдера отличаются из-за того, что его границы изменены, в частности, из его состава выделен регион Айн, находящийся под контролем сомалийской автономии Хатумо. Столица региона — Буръо. Граничит с Эфиопией на юге, Айном, Санагом и Солью на западе, а также с сомалийской Северо-Западной провинцией (согласно административному делению Сомалиденда — с регионами Одвейне и Сахил на востоке). Название происходит от названия местного топонима — реки Тог-Дер. В настоящее время регион возглавляет Абди Хуссейн Дхеере, заместитель главы региона — Гулед Дахир Саматар.

## Населенные пункты региона
- Ших[1]
- Буръо
- Бодлей
- Юкуба
- Буходле
- Дабагорайяле
- Одуэйне
- Ададлей
- Бер